# Aino-Inkeri Notkola

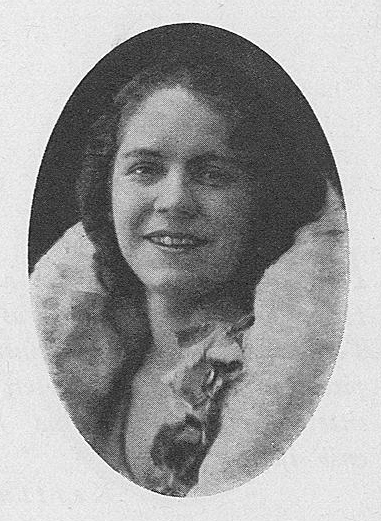
Aino-Inkeri Notkola, bild från början av 1930-talet.

Aino-Inkeri Notkola, gift Lehesmaa, född 24 oktober 1903 i Kiihtelysvaara, död 18 januari 1999 i Helsingfors, var en finländsk skådespelare. Hon var gift med skådespelaren Arvo Lehesmaa.
Notkola tilldelades 1958 Pro Finlandia-medaljen.

## Filmografi[2]
- Mikä yö!, 1945
- Menneisyyden varjo, 1946
- Kultamitalivaimo, 1947
- Toukokuun taika, 1948
- Onnen-Pekka, 1948
- Sinut minä tahdon, 1949
- Tanssi yli hautojen, 1950
- Heta från Niskavuori, 1952
- Arne på Storgården, 1954
- Lumisten metsien tyttö, 1960
- Mitä tehdä? (TV-serie), 1963
- Lokki, 1966
- Mona Lisan hymy, 1966
- Här under polstjärnan, 1968
- Här under polstjärnan (TV-serie), 1969